# فرانك ديموجيه
فرانك ديموجيه (بالهولندية: Frank Demouge)‏ (25 يونيو 1982 بنايميخن في هولندا - ) هو لاعب كرة قدم هولندي في مركز الهجوم. شارك مع منتخب هولندا تحت 21 سنة لكرة القدم. أما مع النوادي، فقد لعب مع إف سي آيندهوفن وإن إي سي نيميخن ودين بوستش ورودا ياي سي وفيلم تو تيلبورغ ونادي أوترخت ونادي بورنموث.

## وصلات خارجية
- فرانك ديموجيه على موقع إي إس بي إن إف سي (الإنجليزية)
- فرانك ديموجيه على موقع قاعدة بيانات كرة القدم.إي يو (الإنجليزية)
- فرانك ديموجيه على موقع عالم كرة القدم.نت (الإنجليزية)